# Rosenlundsgatan, Göteborg
Rosenlundsgatan är en gata i stadsdelen Inom Vallgraven i centrala Göteborg. Den är drygt 600 meter lång, och sträcker sig från Skeppsbron, över Esperantoplatsen, till Rosenlundsplatsen.
Gatan fick sitt namn 1852, vilket bekräftades 1882. Namnet kommer av närheten till Rosenlunds spinneri, som anlades här 1847. Rosenlundskanalen löper parallellt med större delen av gatan. Rosenlund påträffas i namnformen Rosselund 1714, och går tillbaka på de vilda rosenbuskar som växte här i stor omfattning.
Den kända saluhallen Feskekörka ligger längs med Rosenlundsgatan.